# ホームフライ
ホームフライ(Home fries)は、ジャガイモ料理の1つで、ぶつ切り、薄切り、くし形切り、賽の目切にしたジャガイモを鍋やスキレットで揚げたものである。ジャガイモは皮付きで使うこともあり、また、茹でたり、焼いたり、蒸したり、電子レンジ調理等で揚げる前に加熱することもある。ハッシュドポテトの代用として用いられることもある。しばしば、タマネギと一緒に提供される。北アメリカでは、朝食の副食として人気がある。
ホームフライはアメリカ合衆国やカナダでの名称で、カナダ西部ではgommer fries、アメリカ合衆国ではhouse friesやAmerican fries、ドイツではBratkartoffeln、イギリス、カナダ、アメリカ合衆国一部地域ではfried potatoes、アメリカ合衆国南部ではbistro potatoesともいう。